# Melgar de Abajo
Melgar de Abajo est une commune de la province de Valladolid dans la communauté autonome de Castille-et-León en Espagne.

## Sites et patrimoine
- Église de El Salvador
- Église San Juan